# Thermocyclops crenulatus
Thermocyclops crenulatus – gatunek widłonoga z rodziny Cyclopidae. Nazwa naukowa tego gatunku skorupiaków została opublikowana w 1949 roku przez austriackiego biologa i zoogeografa Vincenza Brehma.